# Leptomiopteryx argentina
Leptomiopteryx argentina es una especie de mantis de la familia Thespidae.

## Distribución geográfica
Se encuentra en Argentina, Brasil y la Guayana Francesa.